# Elitedivisionen de 2019–20
A Elitedivisionen de 2019–20, também conhecida como Gjensidige Kvindeliga, foi a 48ª temporada da principal liga feminina de futebol da Dinamarca e atualmente é disputada por 8 equipes. O Brøndby IF defendia o título e o FC Nordsjælland estreou na competição. O Fortuna Hjørring foi o campeão.

## Efeitos da pandemia de COVID-19
Em 6 de março de 2020, todo o esporte na Dinamarca foi suspenso por conta da pandemia de COVID-19 até meados de abril. Em maio, foi anunciado que a temporada recomeçaria em 6 de junho e os jogos restantes da temporada seriam disputados com portões fechados. A rodada do campeonato e a rodada de qualificação foram reduzidas de um total de 10 partidas para 5 partidas por equipe.
Em 10 de junho de 2020, foi decidido reabrir estádios para espectadores, com até 500 pessoas.

## Equipes
| Equipe           | Localização | Estádio                     | Capacidade |
| ---------------- | ----------- | --------------------------- | ---------- |
| Brøndby IF       | Brøndby     | Brøndby Stadion             | 29.000     |
| BSF              | Ballerup    | Ballerup Idrætspark         | 4.000      |
| FC Nordsjælland  | Farum       | Farum Park                  | 10.300     |
| KoldingQ         | Kolding     | Fynske Bank Arena           | 2.500      |
| Odense Q         | Odense      | Marienlystcentret           | 1.200      |
| VSK Aarhus       | Aarhus      | Vejlby-Risskov Idrætscenter | 5.200      |
| Fortuna Hjørring | Hjørring    | Hjørring Stadion            | 7.500      |
| FC Thy-Thisted Q | Thisted     | Sparekassen Thy Arena       | 3.000      |

## Fase Regular
As equipes jogam entre si duas vezes. Os seis primeiros avançam para o grupo do campeonato. Os dois últimos brigam pela permanência contra quatro equipes da Kvinde 1. division.
| Pos | Time             | J  | V | E | D  | GP | GC | SG  | Pts | Qualificação          |
| --- | ---------------- | -- | - | - | -- | -- | -- | --- | --- | --------------------- |
| 1   | Fortuna Hjørring | 14 | 9 | 3 | 2  | 38 | 17 | +21 | 30  | Grupo do Campeonato   |
| 2   | Brøndby IF       | 14 | 9 | 2 | 3  | 50 | 20 | +30 | 29  | Grupo do Campeonato   |
| 3   | FC Nordsjælland  | 14 | 8 | 2 | 4  | 29 | 14 | +15 | 26  | Grupo do Campeonato   |
| 4   | FC Thy-Thisted Q | 14 | 5 | 6 | 3  | 34 | 18 | +16 | 21  | Grupo do Campeonato   |
| 5   | VSK Aarhus       | 14 | 6 | 3 | 5  | 25 | 21 | +4  | 21  | Grupo do Campeonato   |
| 6   | KoldingQ         | 14 | 4 | 3 | 7  | 14 | 30 | -16 | 15  | Grupo do Campeonato   |
| 7   | Odense Q         | 14 | 3 | 1 | 10 | 24 | 49 | -25 | 10  | Grupo de Qualificação |
| 8   | BSF              | 14 | 1 | 2 | 11 | 12 | 47 | -35 | 5   | Grupo de Qualificação |

Fonte: DBU
Critérios de desempate: 1) Pontos; 2) Saldo de gols; 3) Gols pró; 4) Confronto direto (pontos); 5) Confronto direto (saldo de gols); 6) Confronto direto (gols marcados como visitante).

## Grupo do Campeonato
As equipes jogam cinco partidas. Os pontos são redefinidos, mas pontos de bônus são concedidos pela colocação na rodada principal. 10 pontos para o primeiro lugar, 8 pontos para o segundo lugar e depois 6, 4, 2 e 0.
| Pos | Time                    | J | V | E | D | GP | GC | SG | Pts | Qualificação                      |
| --- | ----------------------- | - | - | - | - | -- | -- | -- | --- | --------------------------------- |
| 1   | Fortuna Hjørring (C, Q) | 5 | 4 | 1 | 0 | 9  | 2  | +7 | 23  | Classificados à Liga dos Campeões |
| 2   | Brøndby IF (Q)          | 5 | 4 | 1 | 0 | 8  | 2  | +6 | 21  | Classificados à Liga dos Campeões |
| 3   | FC Nordsjælland         | 5 | 2 | 0 | 3 | 6  | 7  | -1 | 12  |                                   |
| 4   | FC Thy-Thisted Q        | 5 | 1 | 0 | 4 | 3  | 8  | -5 | 7   |                                   |
| 5   | KoldingQ                | 5 | 2 | 0 | 3 | 5  | 4  | +1 | 6   |                                   |
| 6   | VSK Aarhus              | 5 | 1 | 0 | 4 | 7  | 15 | -8 | 5   |                                   |

Fonte: Soccerway
Critérios de desempate: 1) Pontos; 2) Saldo de gols; 3) Gols pró.
(C) Campeão; (Q) Qualificado à fase indicada

## Grupo de Qualificação
As equipes jogam cinco partidas, o primeiro e o segundo lugar são promovidos à Elitedivisionen de 2020–21.
| Pos | Time         | J | V | E | D | GP | GC | SG  | Pts | Qualificação                               |
| --- | ------------ | - | - | - | - | -- | -- | --- | --- | ------------------------------------------ |
| 1   | HB Køge (Q)  | 5 | 5 | 0 | 0 | 13 | 1  | +12 | 15  | Classificados à Elitedivisionen de 2020–21 |
| 2   | Aalborg (Q)  | 5 | 4 | 0 | 1 | 12 | 6  | +6  | 12  | Classificados à Elitedivisionen de 2020–21 |
| 3   | Odense Q     | 5 | 2 | 1 | 2 | 12 | 9  | +3  | 7   |                                            |
| 4   | B.93         | 5 | 2 | 0 | 3 | 8  | 10 | -2  | 6   |                                            |
| 5   | Vildbjerg SF | 5 | 1 | 1 | 3 | 6  | 11 | -5  | 4   |                                            |
| 6   | BSF          | 5 | 0 | 0 | 5 | 3  | 17 | -14 | 0   |                                            |

Fonte: Soccerway
Critérios de desempate: 1) Pontos; 2) Saldo de gols; 3) Gols pró.
(Q) Qualificado à fase indicada

## Estatísticas

### Maiores goleadoras
| Pos | Jogadora               | Clube            | Gols |
| --- | ---------------------- | ---------------- | ---- |
| 1   | Nicoline Sørensen      | Brøndby IF       | 16   |
| 2   | Nanna Christiansen     | Brøndby IF       | 15   |
| 3   | Caroline Møller        | Fortuna Hjørring | 14   |
| 4   | Sanni Franssi          | Fortuna Hjørring | 10   |
| 5   | Rikke Dybdahl          | FC Thy-Thisted Q | 9    |
| 6   | Sarah Dyrehauge Hansen | FC Thy-Thisted Q | 8    |
| 7   | Emma Snerle            | Fortuna Hjørring | 6    |
| 7   | Olivia Holdt           | VSK Aarhus       | 6    |
| 7   | Louise Winter          | Brøndby IF       | 6    |
| 7   | Janni Thomsen          | VSK Aarhus       | 6    |

Fonte: DBU